# Provincia de Otuzco
La provincia de Otuzco es una de las doce que conforman el departamento de La Libertad en el norte del Perú. Limita por el norte con la provincia de Gran Chimú, por el este con el departamento de Cajamarca y la provincia de Sánchez Carrión, por el sur con la provincia de Santiago de Chuco y la provincia de Julcán, y por el oeste con la provincia de Ascope y la provincia de Trujillo.

## Historia

### Nombre deOtuzco
El nombre de Otuzco es muy gráfico, ya sea en lengua maya, yunga, aimara y runasimi su significado es el mismo.
Para el arqueólogo alemán Max Uhle, el nombre de Otuzco es una voz centroamericana de origen maya, cuyo significado es 'pueblo temeroso'.
Para Luis Paz Soldán en su diccionario geográfico, el nombre de Otuzco es una función de la voz aimara Huttu que significa 'principio y origen'; y de la voz quechua osco, cuyo significado es 'pobre' o 'méndigo', por lo que para este autor la palabra Otuzco se traduce como 'pueblo de pobre origen'; asimismo para Juan Durand en sus Etimologías peruanas dice que Otz es un radical que en maya se explica las cosas sin valor y Otzil quiere decir 'miserable, desdichado'; Horacio Garmendia explica que tosco es palabra yunga que significa 'lugar pobre'.[cita requerida]
Pedro José González Cueva da a conocer que Otuzco significa 'muela cariada' por la situación que se encuentra.
La más aceptable hipótesis presentada por viejos otuzcanos, los cuales atribuyen al topónimo toshco. Pero hay también algunas personas que creen que el nombre de Otuzco proviene del nombre de la tribu de los tuscos, los cuales eran dominados por los Chimús, que se cree que había habitado un pueblo denominado Otosco, cuyos restos se hallan en las inmediaciones de los ríos Pollo y Huangamarca, donde en la actualidad se encuentra el cementerio de la ciudad de Otuzco, por otra parte hay otros quienes sostienen que el nombre de Otuzco derive de Ushco nombre quechua que explica a las piedras plantadas en una forma alargante, donde son atadas las bestias de carga; esto quiere decir 'pueblo del Ushco o de la piedra parada'. 
Una de las explicaciones del origen que más se acerca a la verdad es la que se aventuró a sostener por razones de coincidencia que derive del nombre Orozco (ciudad española) de la cual se dice que procedieron los Monjes Agustinos llegando a fundar la Ermita, es por eso que hoy en la actualidad se le conoce como el primer cimiento de la ciudad, levantada a las faldas del cerro Chologday.
La historia dice que los religiosos agustinos eran encargados de la evangelización de los impíos, los cuales figuran en la plaza de Armas, el campanario y el convento, también señalaron el terreno para el cabildo así como realizaron la distribución de algunos lotes de terreno para vecinos notables conquistadores del lugar; la plaza de Armas y algunas de sus calles están adoquinadas y con veredas de cemento, mientras que en la actualidad, otras han sido construidas de cemento; todos estos trabajos lo diseñaron los españoles.
Es así como nace la aldea de Orozco, hoy conocida como Otuzco.

### Otuzco y la guerra de la independencia
Son pocos los acontecimientos de gran trascendencia; pero en esos pocos ha jugado un papel preponderante el poblador Otuzco hacia la devoción de la Inmaculada Virgen de la Puerta; así lo demuestran los sucesos de la época de la emancipación cuando los otuzcanos enfervecidos en defensa de su fe ingenuamente explotados; su rebelión contra la causa emancipadora ofreciendo una tenaz resistencia después de la emancipación de Trujillo.
La resistencia a la causa emancipadora se produjo a causa de que Ramón Noriega (Español) dueño de las haciendas de Chota – Motil, ejercía gran influencia en los otuzcanos, sedujo al alcalde Pesantes, infundiendo falsos conceptos en contra de los patriotas, a quienes los acusó de antirreligiosos y asaltadores, y que al llegar a Otuzco destruirían a la Virgen de la Puerta. De aquello nació aquel estribillo tan común en aquellos tiempos entre los otuzcanos:
«¡Viva el rey y su corona!
¡Muera la patria ladrona!»
Ante la reacción de los pueblos de la sierra, Torre Tagle comunica al General San Martín (Huaura) quien sin mayores retardos envío dos divisiones a Trujillo. Una división de seiscientos hombres se dirige a Otuzco por el camino de Sinsicap al mando de Santa Cruz, para hacer frente a los rebeldes que en número de dos mil entre otuzcanos, usquilanos, santiaguinos, cajamarquinos, los cuales se encontraron posesionados en la piedra de Urmo. Se estima más o menos que entre el 7 y 8 de junio de 1821 tuvo lugar la batalla de Otuzco, que empezó en la piedra de Urmo y duró más de 7 horas de acción, terminando con la victoria de los patriotas de Santa Cruz. Luego Santa Cruz hizo su ingreso a la plaza de Otuzco por la calle que hoy lleva el nombre de la Libertad, tomando prisioneros al alcalde Pesantes, el notario Merino, a Moreno y muchos más.
Noriega Urbapileta y Gavirondo (españoles) huyeron, los prisioneros fueron juzgados y luego fusilados el 10 de junio del mismo año, apaciguando la insurrección de Otuzco; donde sin embargo se continuó realizando actos de violencia. Se dice que el capitán Silvestre abaleó a gran cantidad de mujeres y niños que buscaron refugio en la Virgen de la Puerta, e hizo que su artillería disparara contra el templo, por tal motivo en la parroquia no se permitía que los niños de apellido Silvestre fueran bautizados por la cual se le conocía con el sinónimo de crueldad.
Pacificada la Villa de Otuzco y convencidos los otuzcanos de las sanas aspiraciones de los patriotas que luchaban por una patria libre y soberana, en la plaza pública juraron la independencia del Perú, el 22 de junio de 1821; según acta encontrada en los archivos de la parroquia Otuzco (hoy desaparecidos), pasados todos estos acontecimientos Otuzco dio su total respaldo a la causa emancipadora, es por eso que en 1824 cuando Bolívar llega a Otuzco se hospedó en una casa ubicada en el barrio la Ermita que hoy en la actualidad aún se conserva; de allí se dirigió al General Sucre y al Coronel Heres que se encontraban en Huaraz, con cartas fechadas del 15 de abril de 1824.
De Otuzco viajó Bolívar a Huamachuco, de donde prosiguió su campaña por la Independencia del Perú.

### Creación de la provincia
Gracias a los otuzcanos, José Corcuera (diputado por la provincia de Huamachuco) y Enemecio Orbegozo (hijo del Presidente Mariscal Luis José de Orbegoso y Moncada), quienes en el año 1856 habían presentado un proyecto de ley, el cual no fue aceptado, posteriormente siguieron realizando gestiones hasta el año de 1860 en que nuevamente presentaron un segundo proyecto de ley, el cual fue aceptado por el Congreso Nacional el 17 de abril de 1861, fecha en que se da la ley de creación de la provincia de Otuzco, en el departamento de La Libertad. Esta ley fue refrendada por el presidente de la república, mariscal Ramón Castilla, el 25 de abril de 1861 y que desde entonces han pasado más de un siglo y medio de su fundación como provincia.
Esta misma ley fue la que dividió a la provincia de Huamachuco en dos, y ser creada la provincia de Otuzco. Esta ley señaló como capital de la provincia a Otuzco, con el título de villa y por ley del 15 de noviembre de 1890, esta villa fue elevada a la categoría de ciudad. Debido a que los pueblos se encuentran a grandes distancias, y hacen difícil la comunicación, la acción de las autoridades es así como se ha creído convenientemente aprobar la ley de creación de una nueva provincia en el departamento de La Libertad, llamada Otuzco.

### Otuzco y la guerra con Chile (1879-1883)
Durante la Guerra del Pacífico, los pueblos de Otuzco también sufrieron el saqueo y la barbarie de los soldados chilenos.[cita requerida]
Los chilenos pasaron por la ciudad de Otuzco en su viaje a Trujillo, después de la batalla de Huamachuco. Los otuzcanos, temerosos de actos sacrílegos por parte del invasor, llegaron a ocultar a la Virgen de la Puerta, enterrándola con todas sus innumerables alhajas y exvotos valiosos. Así la libraron del ultraje,[cita requerida] pues los chilenos hicieron de la iglesia su cuartel.

### Otros episodios
En la época de las constantes guerras civiles que registra la historia, como los caseristas y pierolistas «rojos» o «azules» y otros más.
Varios lugares de la provincia de Otuzco fueron testigos de las fratricidas entre peruanos que anhelaban conquistar el más grande y lujosos Galardón, la presidencia de la República entre los lugares ensangrentados con la sangre de peruanos, derramados por peruanos, está Cushaymajada y Rogoday.
Fue Cushaymajada en el año de 1866, en el actual caserío de José Balta, donde tuvo lugar una encarnizada batalla entre las tropas del coronel José Balta y las del general Febres, de la cual salió victoriosos Balta, gracias a la ayuda espiritual de la Virgen de la Puerta, a quien Balta se encomendó antes de entrar en contienda.
La tradición dice que Balta invoca a la Virgen de la Puerta y que durante la Batalla una paloma blanca volaba cerca de él infundiéndole valor y que cuando les faltó la munición se vio obligado a emplear huano de borrego y con ello venció a su adversario. No se sabe hasta donde es verdad esta tradición sintetizada en esta copla que cantan los negros y las coyas:
«En Cushaymajada,
se ganó la guerra,
donde venció Balta

con huano de borrego»
Pero sí se sabe que cuando Balta llegó a la presidencia del Estado, obsequió a la venerable Virgen de la Puerta un hermosísimo manto de tisú y oro, que fue bordada en París y que el excelentísimo señor hizo llegar a Otuzco por intermedio de sus edecanes con ocasión de la Feria de la Virgen de la Puerta en diciembre de 1870.
El manto de Balta, de color blanco y recamado de oro y piedras preciosas, aún se conserva como uno de los más valiosos testimonios de fe que ha recibido la Patrona del Norte del Perú, la Virgen de la Puerta.

## Geografía
Se ubica en la región de la sierra, sobre una superficie de 2110,77 km². Su población hasta el año de 1996 fue de 87 470 habitantes y tiene una densidad poblacional de 41,44 habs./km².[cita requerida]
Más del 85 % de su población se encuentra en el área rural y más de la mitad de sus habitantes son mayores de 15 años. Su tasa de analfabetismo es de 17,09 %.
Alrededor del 35 % de sus viviendas no cuenta con ningún servicio básico; y menos del 40 % de sus habitantes forma parte de la población económicamente activa, cuya área de trabajo más importante es la agricultura.

## División administrativa
Está dividida en diez distritos:
1. Otuzco: Que incluye los caseríos de Allacday, Bellavista, Pampa Grande, Campo Nuevo, Pichampampa, Carnachique, Pollo, Cayanchal, Pusunchas, Pango, Ciénego Grande, Samne, Cuyunday, San Franciso del Suro, Chagapampa, San Isidro, El Provenir, San Martín, Huacaday, Sanchique, La Libertad, Surupampa, Llaúgueda, Suyupampa, Machigón, Tarnihual, Magdalena de Purruchaga, Trigopampa, Miguel Grau, Usgarat, Monte de Armas Alto, Pueblo Nuevo, Monte de Armas Bajo y Tres Cerros.
2. Agallpampa: Que incluye los caseríos de Carata, Mayday, Cuscanday, Puente Balta, Chual, Sangalpampa, Huangamarca, San Vicente, José Balta, Chota, La Florida, Motil, La Morada, Siguiball, Mariscal Castilla y Yamobamba.
3. Charat
4. Huaranchal: Que incluye los caseríos de Igor, La Fortuna, Lajón, Chapihual, La Colpa, El Manzano, Huayobamba, El Milagro, El Aliso, La Tuna, La Manzana Alta, La Manzana Baja.
5. La Cuesta: que incluye los caseríos de Nambuque, Caniac, Carcha, Rogoday, La Cuesta.
6. Mache: Que incluye los caseríos de Alfonso Ugarte, Bolognesi, Copto, Cruz de Mayo, Chinchango, Campo Bello, Chopta Loma, Huananmarca, La Victoria, Lluín, Machaitambo, San Vicente, Mullamanday, Palconque y Usurbamba
7. Paranday
8. Salpo: Que incluye los caseríos de Chepén, Sauco, Chacual, Leoncio Prado, Bellavista y Shulgón.
9. Sinsicap: Sus caseríos principales son San Ignacio, Llaguen, Purrupampa, Oscol, Parrapos. También están los caseríos más pequeños como, Rasday, Celavin, Miragon, Chala,
10. Usquil: Que incluye los caseríos de Ascat, Miguel Grau, Barrio Nuevo, Moncada, Barro Negro, Monchacap, Namuchugo, Barro Negro Alto, Naubamba, Canibamba, Caulimalca, Pampa Regada, Coina, Pampa Verde, Pauca, Conchor, Rayambal, Cotquit, Cuyuchugo, Rumuro, Sahuachique, Chaclapampa, Chuquizongo, San Luis, San Benito, Dos de Mayo, Huacamochal, San Juan, San Martín, Huarish, Juan Velasco, Santa Cecilia, Leonera, Satapampa, La Pampa, Shiguillán, Simón Bolívar, La Quesera, La Unión, Tallapliegue, Las Mercedes, Los Andes y Zullandas.

## Capital
La capital de la provincia es la ciudad de Otuzco. En la siguiente página puede observar un video muy interesante con tomas de la Virgen de la Puerta y pobladores en diferentes lugares de la ciudad de Otuzco. Las tomas datan desde finales del siglo XIX y mediados del XX: http://www.youtube.com/watch?v=5LZWDheB0j8.

### Otuzco y su comarca
La ciudad de Otuzco en el departamento de La Libertad es capital de la provincia del mismo nombre. En este comarca primitivamente poblada por yungas y quechuas. Su existencia es tan antigua como la aparición de los primeros grupos humanos en el departamento de La Libertad.
A lo largo de la historia, ha pasado por diversas categorías, primero que solamente era nombre, posteriormente parroquia, curato, pueblo y en el advenimiento de la República, al ser creada la provincia de Otuzco, ascendió a la categoría legal de Villa. Actualmente, ostenta la categoría de ciudad, por ley del 15 de noviembre de 1890.
Otuzco es una ciudad andina poblada por los descendientes de los antiguos nombres del Perú, cuyas sangres se mezclaron con los venidos de España, desde los primeros años de dominación española. Su población actualmente es mestiza y su aspecto urbano ha cambiado mucho desde el año 1940, también sus personas han evolucionado de los antiguos hombres que forman los grupos de sociedad.
Nuevas fisonomías circulan por las calles, sus antiguos hijos se han ido, algunas de sus tradicionales costumbres se han perdido. Pero como una concepción condicionada por esta transformación, han irrumpido en ellas las costumbres campesinas por sus edificaciones de puertas y ventanas estrechas y caprichosamente de puertas y ventanas estrechas y caprichosamente confeccionadas, sin respetar el trazo urbano, por sus campesinas formas de vivir encaminadas al logro de materiales inmediatos, que permiten a los hombres ascender a lugares estractos de la sociedad; con el rendimiento rural que se manifiestan en la ostentación de vestir, en la rusticidad del trato y que basta saberse mayoría en el grupo humano de la ciudad.
La ciudad sufre el actual proceso del cambio producido por la irrupción campesina a la vida urbana. «Las nuevas olas» del agitado proceso de transculturización en que se vive.
De esta ciudad, cuyos hijos salen el primero de mayo de cada año a dominar costumbres y «sentir» la salida del sol para mirar más amplios horizontes y que son capaces de ser dueños de sí mismos; Otuzco tiene su origen en la difusión de la fe cristiana; es la creación de los padres agustinos que se internaron en este departamento que de su excelente ubicación geográfica que le ha deparado el destino de ser puerta de entrada para el interior de la Libertad y de salida hacia la costa liberteña. El origen del Otuzco español.
La Ermita, en efecto, fue la célula germinal de Otuzco, como cuenta la tradición. Allí existen todavía los restos de la antigua Capilla de los Agustinos que escogieron el lugar como sentido de estrategia ya que desde allí se denomina el antiguo indígena ya que desde allí se denomina el antiguo indígena poblado de Tupullo. Así como las quebradas de los ríos de Huangamarca y Pollo, y de Otuzco en un amplio sector; tiene el agua del manantial de Puquio y tierras de cultivo en su periferie, es decir todas las condiciones necesarias para ser la semilla germinal de una ciudad, donde los cansados caminantes encontrarían y seguirán encontrando paz para sus andanzas y reconfortamiento espiritual para las angustias terrenales.
El ingeniero Armas publica en el «regional» sobre antiguos documentos que todavía existen de estos primitivos agustinos, se asegura que desde que implantó la primera cruz, símbolo de fe católica, en esta naciente villa de Otuzco, se dignó como su patrona y protectora a la Inmaculada Concepción de la Virgen María; así lo atestiguan las primeras partidas en el más ventusto lejano existente en el archivo parroquial, como por ejemplo la primera partida de matrimonio acertada por Fr. Pedro de la Fuente en febrero de 1611, y la primera partida de bautismo asentada por el mismo religioso el 9 de febrero del mismo año en la que puso el agua bautismal el indígena Francisco Pachacamango de la Pacaha de Uchuc; partida que comienza de idéntica manera. Es así que la documentación del archivo esta villa de Otuzco iba progresando.
Tal que la documentación existe sobre los indígenas de esta ciudad cuyo nacimiento remonta probablemente a más de 370 años.

## Autoridades

### Regionales
- Consejero regional
  - 2019-2022:[1] Gonzalo Alfredo Rodríguez Espejo (Alianza para el Progreso)

### Municipales
2019-2022
- Alcalde: Prof. Heli Adán Verde Rodríguez, del Partido democrático  Somos Perú(Sm).
- Regidores: Gregorio Sandoval Prado, Jhonder Villegas Ibánez, Gilberto Euclides Ibáñez Gonzales,Johnny Edgardo Otiniano Armas, Edgar Perales Herrera, Walter Andrés Alayo Chávez, Mirian Aída Gutiérrez Contreras, Federico Álvaro Castillo Gutiérrez, Deysi Mireli Ávalos Contreras

- 2015-2018[3][4]
  - Alcalde: Luis Rodríguez Rodríguez, del Partido Restauración Nacional (RN).

### Policiales
- Comisario: Mayor PNP Eduardo Ramiro Mas Ganoza

### Religiosas
- Arquidiócesis de Trujillo[5]
  - Arzobispo de Trujillo: Monseñor Héctor Miguel Cabrejos Vidarte, OFM.[6]

## Festividades
- Virgen de la Puerta (del 13 al 16 de diciembre)
- Aniversario de la coronación canónica (25, 26 y 27 de octubre)

## Instituciones educativas
- Instituto de Formación Docente Nuestra Señora de la Asunción
- Instituto Superior Tecnológico de Otuzco